# Kolejny piątek
Kolejny piątek – film komediowy produkcji amerykańskiej z 2002 roku w reżyserii Marcusa Raboya. Za scenariusz odpowiadał Ice Cube, który zagrał także jedną z głównych ról. Film był kontynuacją ekranizacji z 2000 roku pt. Następny piątek. Zdjęcia zrealizowano w Kalifornii.

## Fabuła
Kolejna część filmu po Następny piątek z 2000 r. Craig (Ice Cube) i Day-Day (Mike Epps) już wyprowadzili się od rodziców. Wspólnie mieszkają w jednym mieszkaniu. Mogą bez skrępowania urządzać imprezy i bawić się do rana następnego dnia. Jednak zabawa nie trwa długo, bo w Święto Bożego Narodzenia zostają obrabowani przez fałszywego Świętego Mikołaja. Znikają prezenty świąteczne i pieniądze na czynsz. Zatrudniają się więc jako ochrona nocnego lokalu.

## Obsada
- Ice Cube jako Craig Jones
- Mike Epps jako Day-Day Jones/starszy człowiek z bronią palną
- John Witherspoon jako Mr. Willie Jones
- Don Curry jako wujek Elroy
- Anna Maria Horsford jako Mrs. Betty Jones
- Clifton Powell jako Pinky
- Terry Crews jako Damon Pearly
- Katt Williams jako Money Mike / LiliPac
- K.D. Aubert jako Donna
- Maz Jobrani jako Moly
- Reggie Gaskins jako oficer Dix
- Rickey Smiley jako fałszywy Święty Mikołaj
- Sommore jako Cookie
- Starletta DuPois jako siostra Sarah
- Bebe Drake jako Mrs. Pearly
- Angela Bowie jako Tasha
- Khleo Thomas jako Kid in Bros.
- Daniel Curtis Lee jako Kid in Bros.
- Tekla Ruchi jako Cinnamon